# (300214) 2006 WH174
(300214) 2006 WH174 es un asteroide perteneciente al cinturón de asteroides, región del sistema solar que se encuentra entre las órbitas de Marte y Júpiter, más concretamente a la familia de 2002NF3, descubierto el 23 de noviembre de 2006 por el equipo del Spacewatch desde el Observatorio Nacional de Kitt Peak, Arizona, Estados Unidos.

## Designación y nombre
Designado provisionalmente como 2006 WH174. 

## Características orbitales
2006 WH174 está situado a una distancia media del Sol de 3,124 ua, pudiendo alejarse hasta 3,578 ua y acercarse hasta 2,671 ua. Su excentricidad es 0,145 y la inclinación orbital 2,610 grados. Emplea 2017,73 días en completar una órbita alrededor del Sol.

## Características físicas
La magnitud absoluta de 2006 WH174 es 16,3. 